# 핑크팬서리스
빅토리아 베벌리 워커(Victoria Beverley Walker, 2001년 4월 19일 ~ )는 핑크팬서리스(PinkPantheress)라는 예명으로 활동하는 영국의 싱어송라이터이자 음반 프로듀서이다. 샘플링과 일기체적인 가사가 특징인 노래로 유명하다.
서머싯주 바스에서 태어나 켄트에서 자란 핑크팬서리스는 2021년 런던의 대학교에 다니면서 음악 활동을 시작했으며, 개러지밴드를 사용해 노래를 제작하고 사운드클라우드와 틱톡에 업로드했다. "Break It Off"를 포함한 여러 곡이 틱톡에서 인기를 얻었고, 팔로폰과 엘렉트라 레코드와 계약을 맺고 같은 해에 데뷔 믹스테이프 《To Hell with It》을 발매했다. 싱글 "Just for Me"와 "Pain"이 영국 싱글 차트 상위 40위에 진입한 후 BBC의 사운드 오브 2022 투표에서 우승했다. 2022년 싱글 "Boy's a Liar"는 영국에서 2위에 올랐다.
핑크팬서리스의 데뷔 정규 앨범 《Heaven Knows》(2023)는 영국 상위 20위 곡 "Nice to Meet You"와 싱글 "Boy's a Liar Pt. 2"를 배출했다. "Boy's a Liar Pt. 2"는 2022년의 "Boy's a Liar"를 미국 래퍼 아이스 스파이스와 함께 리믹스한 곡으로, 《빌보드》 Hot 100에서 3위에 올랐다. 《Heaven Knows》와 함께 이듬해 단독 헤드라이닝 케이퍼블 오브 러브 투어(Capable of Love Tour)가 진행되었다. 그의 두 번째 믹스테이프 《Fancy That》(2025)은 영국 상위 40위 싱글 "Tonight"와 "Illegal"을 배출했다.
핑크팬서리스는 브릿 어워드에 3회 노미네이트되었으며, 2024년 빌보드 우먼 인 뮤직에서 올해의 프로듀서로 선정되었다. 짧은 길이가 특징이며 1990년대와 2000년대 음악의 샘플을 포함하는 그의 노래는 얼터너티브 팝, 베드룸 팝, 드럼 앤 베이스, 투스텝 개러지 등 다양한 장르에 걸쳐 있다.

## 음반 목록

### 정규 음반
- Heaven Knows (2023)

### 믹스테잎
- To Hell with It (2021)
- Fancy That (2025)

### EP
- Take Me Home (2022)